# Rhizocarpon caeruleoalbum
Rhizocarpon caeruleoalbum är en lavart som först beskrevs av Kremp., och fick sitt nu gällande namn av Alexander Zahlbruckner. Rhizocarpon caeruleoalbum ingår i släktet Rhizocarpon och familjen Rhizocarpaceae.  Arten är reproducerande i Sverige. Inga underarter finns listade i Catalogue of Life.